# Opuntia columbiana
Opuntia columbiana är en kaktusväxtart som först beskrevs av Griffiths (pro sp.  Opuntia columbiana ingår i släktet fikonkaktusar, och familjen kaktusväxter. Inga underarter finns listade i Catalogue of Life.